# سيلك رود (فلم)
سيلك رود (بالإنجليزية: Silk Road) فيلم إثارة وجريمة أمريكي لعام 2021، من تأليف وإخراج تيلر راسل. نجوم الفيلم: جيسون كلارك، ونيك روبنسون، وكاتي أسيلتون، وجيمي سيمبسون. الفيلم مبني على القصة الحقيقية للشاب «روس أولبريشت» الذي طور موقعًا إلكترونيًا على الشبكة المظلمة، وهو عمل يجذب انتباه مكتب التحقيقات الفيدرالي ووكالة مكافحة المخدرات الذين أرسلوا الوكيل الفيدرالي ريتشارد بودين لإسقاط إمبراطورية روس. صدر الفيلم في 19 فبراير 2021.

## طاقم التمثيل
- جيسون كلارك: في دور ريتشارد بودين
- نيك روبنسون: في دور روس أولبريشت
- الكسندرا شيب: في دور جوليا في
- جيمي سيمبسون: في دور كريس تالبرت
- بول والتر هاوزر: في دور كورتيس كلارك جرين
- داريل بريت جيبسون: في دور رايفورد
- كاتي أسيلتون: في دور ساندي بودين
- ليكسي راب: في دور إيدي بودين
- دانيال ديفيد ستيوارت: في دور ماكس
- سوف روب: في دور شيلدز
- جينيفر يون: في دور كيم يوم (مكتب التحقيقات الفدرالي)
- بول بلوت: في دور كاتب محل بيع الخمور
- كينيث ميلر: في دور إتش تي. بالمر
- ديفيد ديلاو: في دور جوني موراليس
- بيث بيلي: في دور لين
- مارك سيفرتسن: في دور كيرك
- بالاشتراك مع: ويل روب - جايسون كوفيلو - والتر أناروك - ميج سميث - جوردين أورورا أكينو - ترافيس هامر - بول والتر هاوزر - سيل تايلور - جون سي فيتزجيرالد.[7]

## ملخص أحداث الفيلم
يبدأ الفيلم في أوائل عام 2010 في سان فرانسيسكو، متتبعًا نجاح روس أولبريشت  (نيك روبنسون) في إنشاء وتطوير «سيلك رود» كموقع إلكتروني مستقل حيث يمكن للناس شراء وبيع أي شيء مجهول الهوية من خلاله، مما يؤدي سريعًا إلى كونه موقعًا على شبكة الإنترنت يبيع فيه الأشخاص الأشياء التي يجب بيعها دون الكشف عن هويتهم مثل: المخدرات والأسلحة وعقود القتل. يطلق أولبريشت مقولته المرعبة: «كل عمل نتخذه خارج سيطرة الحكومة يقوي السوق ويضعف الدولة».
تنجح أعمال أولبريشت الإلكترونية غير المشروعة في أوستن، تكساس، وفي نفس الوقت في بالتيمور، يشعر وكيل إدارة مكافحة المخدرات المغسول ريك بودين (جيسون كلارك) بالإحباط بعد ان خرج من العمل السري في مجال المخدرات، حيث انتهت مهمته الأخيرة بتحطيم سيارة والذهاب لإعادة التأهيل من أجل إدمانه على تناول الكوكايين. يتم تحويل بودين جانبًا إلى قسم الجرائم الإلكترونية في إدارة مكافحة المخدرات، وبسبب مهاراته المحدودة في أعمال الكومبيوتر، ينصحه رئيسه في القسم الجديد «شيلدز» (ويل روب) بأن يجلس وينتظر حتى يحين سن معاشه التقاعدي. يرفض بودين هذا، ويقوم بتجنيد أحد مخبريه القدامى رايفورد (داريل بريت جيبسون) ليوضح له كيف يعمل موقع سيلك رود، وينتهي به الأمر باختراق حساب موظف أولبريشت الوحيد، كورتيس جرين (بول والتر هاوزر)، ويدخل بودين في محادثة نصية مع أولبريشت تحت اسمه الكودي. ويبدأ بودين يفكر بالاستيلاء على المال والهرب.

## إنتاج الفيلم وصدوره
أعلن عن انضمام جيسون كلارك ونيك روبنسون إلى طاقم الفيلم في يناير 2019، مع إخراج تيلر راسل، وسيناريو كتبه راسل بنفسه. انضم كول سبروس وداريل بريت جيبسون وجيمي سيمبسون إلى فريق عمل الفيلم في مايو 2019. انضم بول والتر هاوزر وكاتي أسيلتون وليكسي راب إلى فريق عمل الفيلم في يونيو 2019، وفي نفس الشهر، انضم دانيال ديفيد ستيوارت إلى طاقم الفيلم، ليحل محل كول سبروس.
بدأ التصوير الرئيسي في يونيو 2019 في البوكيرك، نيو مكسيكو.
كان من المقرر أن يتم عرضه العالمي الأول في مهرجان تريبيكا السينمائي في 16 أبريل 2020، ولكن تأجل المهرجان بسبب جائحة كوفد 19.
حصلت شركة ليونز جيت في ديسمبر 2020، على حقوق التوزيع الأمريكية للفيلم، وقررت إصداره في 19 فبراير 2021.

## استقبال الفيلم
منح موقع الطماطم الفاسدة الفيلم تقييماً مقداره 54% بناءاً على آراء 41 ناقداً سينيمائياً، وكتب إجماع نقاد الموقع: «فيلم سيلك رود يرسم أوجه تشابه مثيرة للاهتمام بين الشخصيات الرئيسية المعارضة، لكنه لا يفعل ما يكفي لتطوير القصة المحيطة بهم».
منح موقع ميتاكريتيك الفيلم تقييماً مقداره 39% بناءاً على آراء سبع نقاد.
كتب موقع الناقد روجر إيبرت: «لا يطلب الكاتب / المخرج تيلر راسل منا مباشرة اتخاذ جانب في» سيلك رود«، وهو يقدم تصوير درامي لإنشاء وسقوط موقع الويب المظلم الذي يحمل نفس الاسم. لكن الآثار المترتبة على الجانب الذي يريد المخرج منا أن نميل إليه قوية، ونشعر ببعض المخادعة».
كتب الناقد الأمريكي دينيس شوارتس على موقعه تحت عنوان «حصلت على القصة الصحيحة ولكن المخرج الخطأ فعلها»: «هذا فيلم صعب لتتبع الأشياء، لأنه يتجنب تمامًا مسألة مصدر هذه المخدرات ويتجنب الكثير من الأسئلة الأخرى حول مشروعية تجارة المخدرات والطريقة المعتادة التي ينتهك بها رجال الشرطة الحقوق المدنية للمواطنين للقبض على الأشرار، أو كيف تستخدم مزايا الشرطي لمصالحهم الشخصية (مثل وكيلنا القذر الذي يحاول ابتزاز بعض المنافع بشكل غير قانوني لإرسال ابنته المضطربة إلى مدرسة خاصة)».

## روابط خارجية
- مقالات تستعمل روابط فنية بلا صلة مع ويكي بيانات